# أنجيرك (نرغسان)
أنجیرك (بالفارسية: انجیرک) هي قرية تقع في إيران في قسم نرغسان الریفي. يقدر عدد سكانها بـ 0 نسمة بحسب إحصاء 2016.